# Карл Пакросс
Карл Пакросс (нім. Karl Packroß; 17 січня 1891, Кіль — 6 січня 1946) — німецький військовий інженер, віце-адмірал крігсмаріне (1 червня 1944).

## Біографія
1 жовтня 1909 року вступив на флот. Учасник Першої світової війни. 21 січня 1915 року переведений в підводний флот, з 15 березня — інженер на підводних човнах. 6 квітня 1916 року взятий в полон. 24 лютого 1920 року звільнений і продовжив службу. З 1 жовтня 1937 року — керівник 3-го військово-економічного відділу (Берлін) 3-ї військово-економічної інспекції. З 4 червня 1940 року — інспектор озброєнь Штеттіна, з червня 1941 року — Берліна, з січня 1942 року — знову Штеттіна. 26 квітня 1945 року взятий в полон, в тому ж році звільнений.

## Нагороди
- Залізний хрест
  - 2-го класу (15 червня 1915)
  - 1-го класу (20 липня 1920)
- Нагрудний знак підводника (1918) (20 липня 1920)
- Фландрійський хрест із застібкою «Морська війна»
- Почесний хрест ветерана війни з мечами
- Медаль «За вислугу років у Вермахті» 4-го, 3-го, 2-го і 1-го класу (25 років; 2 жовтня 1936) — отримав 4 нагороди одночасно.
- Хрест Воєнних заслуг 2-го класу з мечами